# Masayuki Matsubara
Masayuki Matsubara (japonès: 松原正之)  (prefectura de Miyagi, 7 de febrer de 1939) és un lluitador japonès, ja retirat, especialista en lluita lliure, guanyador d'una medalla olímpica.
El 1960 va prendre part en els Jocs Olímpics d'Estiu de Roma, on guanyà la medalla de plata en la competició del pes mosca del programa lluita lliure.